# Charles Egmond d’Arcis

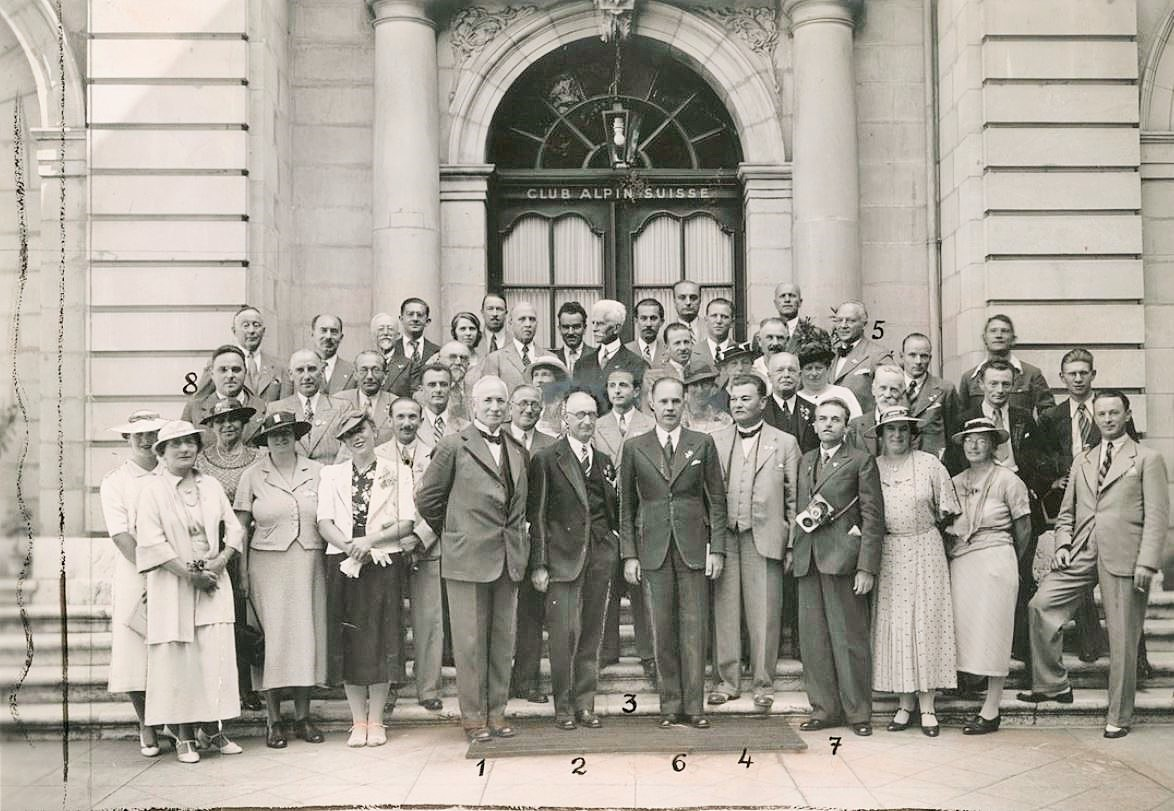
Assemblée générale de l'UIAA à Genève en 1936 : 1. Kalbermatten (CAS), 2. D’Arcis (UIAA), 3. Dosio (CAI), 4. Siogren (Suède), 5. Lory (CAF), 6-8 Goetel, Klemensiewicz, Szatkowski (Pologne).

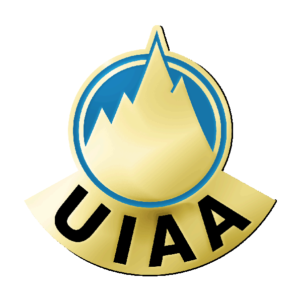
Medaille UIAA membre d’honneur

Charles Egmond d'Arcis (né le 2 janvier 1887 à Genève où il est mort le 7 décembre 1971) est un journaliste et alpiniste suisse et  premier président de l'Union internationale des associations d'alpinisme (UIAA).

## Vie et activités
Arcis a grandi à Genève avec deux frères, où il est allé à l'école et a fait ses études. Son père était l'anglais Arthur d'Arcis (1853-1921), sa mère était suisse. Il a parlé couramment l'italien, l'anglais, l'allemand et le français. Il a étudié de 1907 à 1913 à la Faculté de philosophie et des sciences sociales de l'Université de Genève et a été membre de la société d'étudiants de Zofingue. 
En 1914, il a été professeur à l'École supérieure de commerce de Genève. À Genève, il a travaillé pour des journaux anglais dont The Economist et The Times et a fait des reportages sur les activités de la Société des Nations pendant l'Entre-deux-guerres. Il agissait donc dans un lieu important et à un moment crucial où la Société des Nations mettait beaucoup d'énergie à maintenir sa réputation et son image et à négocier ses relations avec la presse.
Après la guerre, Arcis a joué un rôle de premier plan dans l'internationalisation de la communauté des médias et dans la promotion de Genève en tant que ville internationale. Il a été membre et, en 1934, président du Cercle des amitiés internationales (CAI) (International Friendship Circle) et, de 1955 à 1956, il a été président de l'Association de la presse étrangère en Suisse et au Liechtenstein (APES). Il était écrivain et critique à la Tribune de Genève.
En plus de ses activités journalistiques, il était, comme son père et ses deux frères, passionné par la montagne et la nature, sur lesquelles il a écrit de nombreux articles et livres. En 1905, il rejoint la section genevoise du club alpin suisse (CAS) et en devient plus tard le président. Il a été membre de La Murithienne et de la Société de géographie de Genève. Il a été président du Centre alpin de Zermatt, fondé en 1944.
De 1932 à 1964, il a été Président de l'UIAA nouvellement fondée. Comme la Société des Nations, l'UIAA était profondément enracinée à Genève avec son esprit international, qui était défendu par des auteurs contemporains tels que Robert de Traz et le gouvernement suisse. Pendant la guerre, la présidence de l'UIAA a été suspendue.
En 1964, il est devenu UIAA membre d’honneur. Il a été membre et membre d'honneur de l’Association of British Members of the Swiss Alpine Club.

## Publications
- avec Marcel Raisin, La gare... demeure et ne se vend pas : revue en deux actes et trois tableaux, jouée au Banquet d'Escalade de la Société de Zofingue, le 15 décembre 1909, Imprimerie de la Tribune de Genève, Genève, 1909.
- « Souvenir de l’inauguration de la cabane Britannia le 17 août 1912 », Écho des Alpes, organe du Club alpin suisse pour les sections de langue française, le 19 octobre 1912.
- « Rule Britannia ». Les Anglais et la Guerre, Delachaux & Niestlé, Neuchâtel, 1916.
- avec David-Louis Delètra et Émile Thury, Les cabanes de la Section genevoise du C.A.S., 1924.
- En Montagne. Récits et Souvenirs, éditeurs Sonor SA, Genève, 1936.
- Neiges éternelles, V. Attinger, Neuchâtel, Paris, 1945.
- avec Walter Schmid, Au vent des quatre mille : dans les Alpes suisses, Payot, Lausanne, 1953.
- L’évolution de l’alpinisme. Conquête des Alpes : deux siècles d’art et d’histoire, Musée d’art et d’histoire, exposition du 26 février au 20 mars 1955.
- avec Édouard Wyss-Dunant et Otto Hassler, La Section genevoise du Club alpin suisse, 1865–1965, Genève, Club alpin suisse, 1965.

## Littérature
- Ilaria Scaglia, The Emotions of Internationalism. Feeling International Cooperation in the Alps in the Interwar Period. University Press, Oxford, 2020  (ISBN 978-0-19-884832-5)
- Martin Andreas Lutz: Britische Propaganda in der Schweiz während des Zweiten Weltkriegs 1939–1945. Dissertation Université de Lucerne, Lucerne, 2019